# Niederer Fläming
Niederer Fläming is een gemeente in de Duitse deelstaat Brandenburg, en maakt deel uit van de Landkreis Teltow-Fläming.
Niederer Fläming telt 3.028 inwoners.

## Indeling gemeente

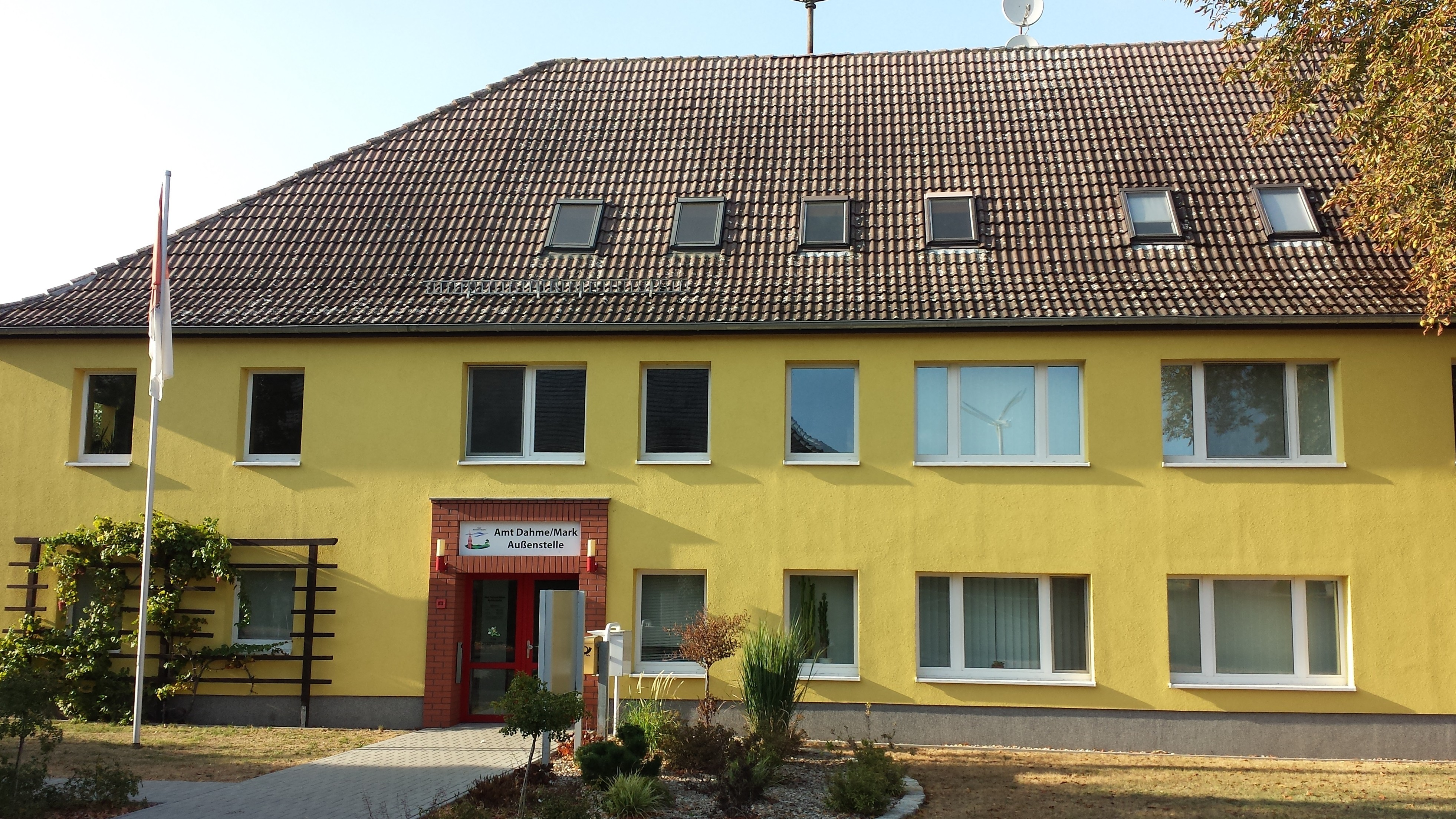
Dependance gemeentehuis (Amtsverwaltung) te Lichterfelde

De gemeente heeft geen eigen bestuur, maar behoort met drie andere tot het Amt Dahme/Mark, waarvan het bestuur te Dahme zetelt. Wel is er te Lichterfelde een dependance van deze Amtsverwaltung.
De volgende 23 Ortsteile, doorgaans kleine boerendorpen,  maken deel uit van de gemeente:
- Bärwalde: bekend om het 15e-eeuwse kasteel Bärwalde, dat in de 18e eeuw door de familie Von Arnim bewoond was. Op een vervallen, later gerestaureerde, toren na, werd het kasteel in 1945 gesloopt. Aantal inwoners volgens de onderstaande link naar de gemeentewebsite, per 31 december 2020: 52.
- Borgisdorf: Schilderachtig, wellicht reeds meer dan duizend jaar oud, boerendorpje op een kunstmatige vliedberg, met in het midden een dorpsvijver (Dorfanger). Aantal inw.: 146.
- Gräfendorf: Dertiende-eeuws dorpje met in de kern een fraaie, 14e-eeuwse kerk, die helaas door een moderne aanbouw enigszins is verknoeid. Het dorp had vóór de DDR-periode een fraai slotpark van een verloren gegaan, barok kasteel. Aantal inw.: 164.
- Herbersdorf: boerendorpje aan doodlopend straatje. In de 14e eeuw voor het eerst in een document vermeld. Aantal inw.: 91.
- Höfgen: mogelijk een middeleeuws, zogenaamd Rundlingsdorpje, met neogotische kerk uit 1876, met slechts 15 inwoners het kleinste plaatsje van de gemeente.
- Hohenahlsdorf: gelegen rondom een 13e-eeuws kerkje en een uit 1790 daterend landhuis met omliggend park; gelegen aan de Bundesstraße 101. Aantal inw.: 155.
- Hohengörsdorf: in bezit van een fraai, vroeg 13e-eeuws kerkje; op het dorpsplein liet koning Frederik de Grote in de 18e eeuw moerbeibomen planten, zodat de dorpelingen zijde zouden kunnen produceren; gelegen aan de Bundesstraße 102. Aantal inw.: 110.
- Hohenseefeld, incl. Niederseefeld: middeleeuwse, aan elkaar gegroeide dorpjes, beide met een oud dorpskerkje, gelegen te midden van dennenbossen en akkers. Enigszins toeristisch ontwikkeld met wandel-, fiets en inline-skate-routes. Aantal inw.: 110.
- Körbitz: omstreeks 1200 ontstaan als vermoedelijk Wendische nederzetting. Het uit plm. 1300 daterende dorpskerkje ligt aan het eind van een fraaie lindenlaan. Aantal inw.: 97.
- Kossin: klein boerendorpje met een laatgotisch kerkje, met een houten klokkenstoel uit 1743. Aantal inw.: 35.
- Lichterfelde: In bezit van een uit plm. 1300 daterend dorpskerkje. In het dorp, dat door een fraaie rij linden langs de dorpsstraat gesierd wordt, staat een voormalig poorthuis annex paardenstal. De bovenetage van dit uit 1825 daterende gebouw dient als cultureel centrum en filmhuis, ook voor de aangrenzende dorpen. Men kan er in het huwelijk treden. In dit dorp is een Außenstelle (dependance) van het bestuur van het Amt Dahme/Mark gevestigd. Aantal inw.: 62.
- Meinsdorf: Dorp nabij Bärwalde, dat van oudsher zetel was van Rittergüter, door een lokale baron of andere heer bewoond landgoed. De dorpskerk dateert uit de 19e eeuw.  Aantal inw.: 161.
- Nonnendorf: een vooral naoorlogs dorpje aan de Bundesstraße 102. Het heeft voor 1964 een treinhalte gehad aan een lokaalspoorlijntje van Jüterbog naar Dahme. Aantal inw.: 263.
- Reinsdorf: in dit dorpje ligt een vliegveldje voor de zweefvliegsport; het heeft een laatgotische dorpskerk uit de 13e eeuw. Aantal inw.: 149.
- Riesdorf: klein boerendorp met een laatmiddeleeuws kerkje, dat in de late 17e eeuw is gerenoveerd; ook het kerkinterieur dateert ten dele uit die periode. Aantal inw.: 80.
- Rinow: een weinig belangrijk boerendorpje. Aantal inw.: 49.
- Schlenzer: op een heuveltop gelegen dorpje met een fraai kerkje uit omstreeks 1300 en een naastgelegen pastorie, gebouwd in het begin van de 19e eeuw. Aantal inw.: 185.
- Sernow: Ook dit dorpje bezit een, omstreeks 1400 gebouwd, oud dorpskerkje. In 1740 werd Sernow door een grote brand verwoest. In 1860 werden in het dorp, evenals eerder te Hohengörsdorf, moerbeibomen aangeplant, zodat de dorpelingen zijde zouden kunnen produceren.  Aantal inw.: 92.
- Waltersdorf: Omstreeks 1200 gesticht; aanvankelijk door leden van een Slavisch volk, daarna door Vlamingen bewoond. De dorpskerk, met binnen fraaie wand- en plafondschilderingen, dateert uit de 15e eeuw. Aantal inw.: 86.
- Weißen: klein, 15e-eeuws boerendorp, aan een doodlopend straatje. Aantal inw.: 54.
- Welsickendorf: In de middeleeuwen door Vlamingen gesticht dorpje, dicht bij het zweefvliegveldje van Reinsdorf, aan de Bundesstraße 101 en aan de skate-route. Het dorpskerkje is 14e-eeuws. Het dorp werd in 1865 door een grote brand voor de helft verwoest. Aantal inw.: 193.
- Werbig: Het dorpskerkje van Werbig dateert uit de 14e eeuw. In 1638 werd het dorpje door een pestepidemie geteisterd. Werbig heeft als enige dorp in de gemeente een basisschool. Aantal inw.: 254.
- Wiepersdorf: Voor het eerst vermeld in 1160. Bekend vanwege Kasteel Wiepersdorf, zie hierna. Aantal inw.: 144.

## Infrastructuur
Door de gemeente lopen de Bundesstraße 102 tussen Jüterbog en Dahme, en de Bundesstraße 101 tussen Jüterbog en Herzberg (Elster).
Het dorpje Hohengörsdorf ligt slechts 5 km ten zuidoosten van de wijk Neumarkt van Jüterbog,  waar de B 101, de B 102 en de Bundesstraße 115 samenkomen.
Het openbaar vervoer van, naar en binnen de gemeente is te verwaarlozen. Alleen Hohengörsdorf  en Werbig zijn per bus vanuit Jüterbog bereikbaar.

## Geschiedenis
De meeste dorpen dateren uit de middeleeuwen. Sommige zijn van oorsprong Sorbische of Wendische nederzettingen uit de tijd van de Oostkolonisatie (13e eeuw).
Van 1462 tot 1815 behoorde Bärwalde, met nog enige andere dorpjes daaromheen, tot een Brandenburgse exclave, het „Ländchen Bärwalde“, dat geheel door Saksen was omringd. Een aantal dorpen heeft na te zijn verwoest in de Dertigjarige Oorlog enige decennia braak gelegen. Het gebied kwam in 1815 aan het Koninkrijk Pruisen, in 1871 aan het Duitse Keizerrijk en lag van 1949 tot 1990 in de DDR.

## Economie
De gemeente is economisch van weinig betekenis. Middelen van bestaan zijn de landbouw en in toenemende mate het toerisme (wandel-, fiets- en inline-skate-routes; zie ook hierna onder Bezienswaardigheden).

## Bezienswaardigheden, toerisme

### Kasteel Wiepersdorf[3]
Het in 1738 op de locatie van een ouder kasteel, in barokstijl gebouwde Kasteel Wiepersdorf,  is de woonplaats geweest van Achim von Arnim en zijn echtgenote Bettina. Achim von Arnim is hier ook overleden, en zijn vrouw werd na haar overlijden in Berlijn in 1859 naast haar man begraven. Daarna was het kasteel, waar tot na de Tweede Wereldoorlog nazaten van dit schrijversechtpaar woonden, in gebruik als toevluchtsoord voor schrijvers, dichters en incidenteel ook beeldende kunstenaars. Onder hen waren velen, die in Duitsland, of in hun vaderland elders, bedreigd werden door vervolging en hun kunstenaarschap niet vrij konden uitoefenen. Nog in de 21e eeuw vond de schrijfster en journaliste Svetlana Aleksijevitsj uit Wit-Rusland, in 2015 winnares van de Nobelprijs voor de Literatuur, in kasteel Wiepersdorf tijdelijk onderdak. In de DDR-tijd vonden vooral kunstenaars met communistische sympathieën, onder wie Anna Seghers, Arnold Zweig, Eva-Maria Hagen, de moeder van Nina Hagen, en de zanger Ernst Busch hier enige weken onderdak om te werken. Na de laatste restauratie is het kasteel in juli 2019 ondergebracht in de charitatieve Kulturstiftung Schloss Wiepersdorf.  Deze stichting onderhoudt het kasteel en de culturele erfenis van de Von Arnims, en subsidieert het verblijf van allerlei kunstenaars op het kasteel, alsmede veel uiteenlopende culturele activiteiten; zie onderstaande weblink.
In het kasteel is een o.a. aan de Von Arnims gewijd literatuurmuseum gevestigd. In de fraaie, eveneens voor publiek opengestelde, kasteeltuinen staan zes oude, stenen karikatuur-standbeeldjes, geïnspireerd door de 17e-eeuwse beeldhouwer Jacques Callot.

### Overige

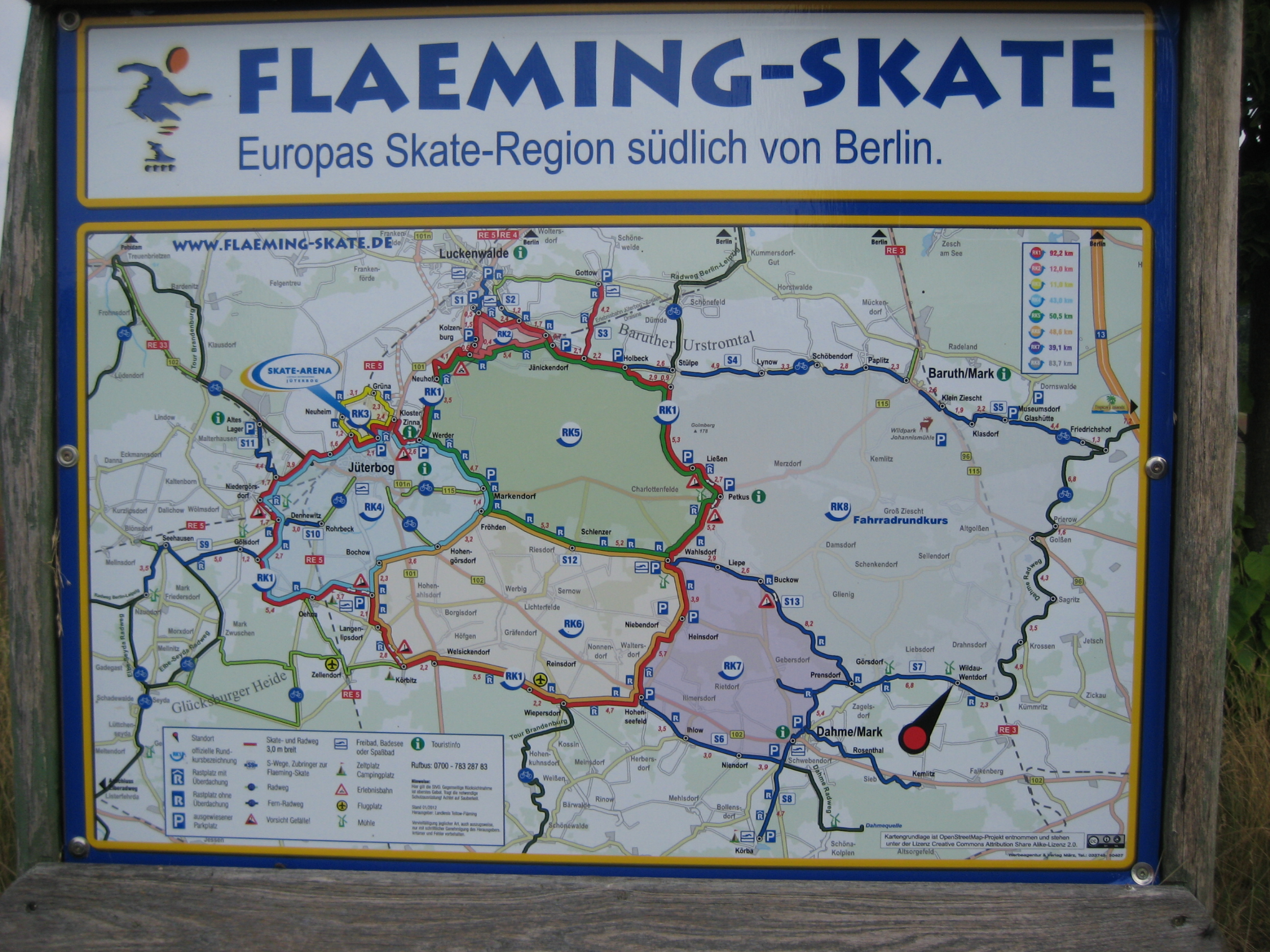
Wegwijzer Fläming-Skate-Route

- Door de gemeente lopen enkele wandel- en fietsroutes, alsmede een gedeelte van een stelsel van 200 km aan routes voor recreatieve beoefenaren van de sport skaten.
- In de meeste dorpjes in de gemeente staat een oud dorpskerkje, zie bovenstaande opsomming.

## Afbeeldingen

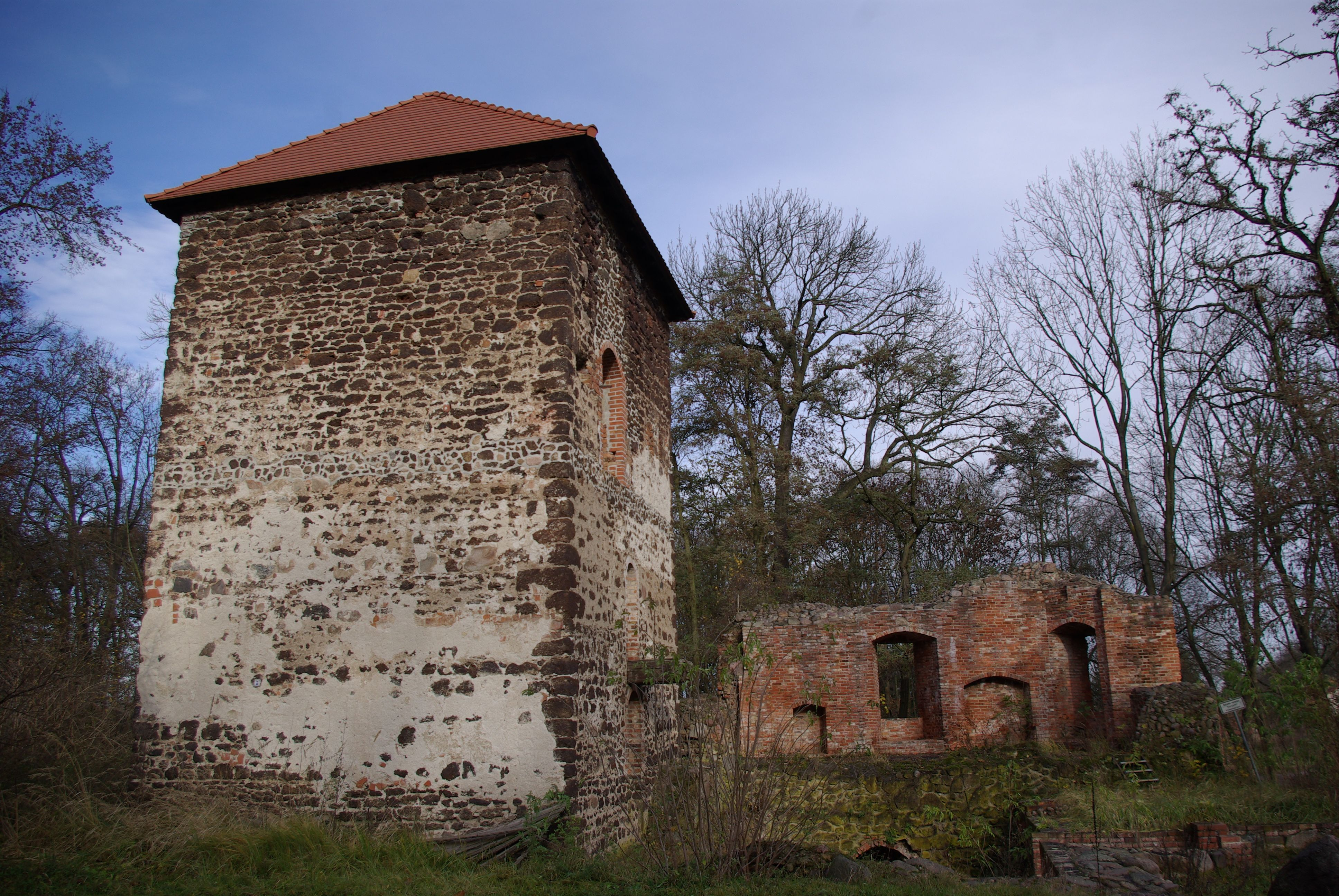
Kasteelruïne te Bärwalde
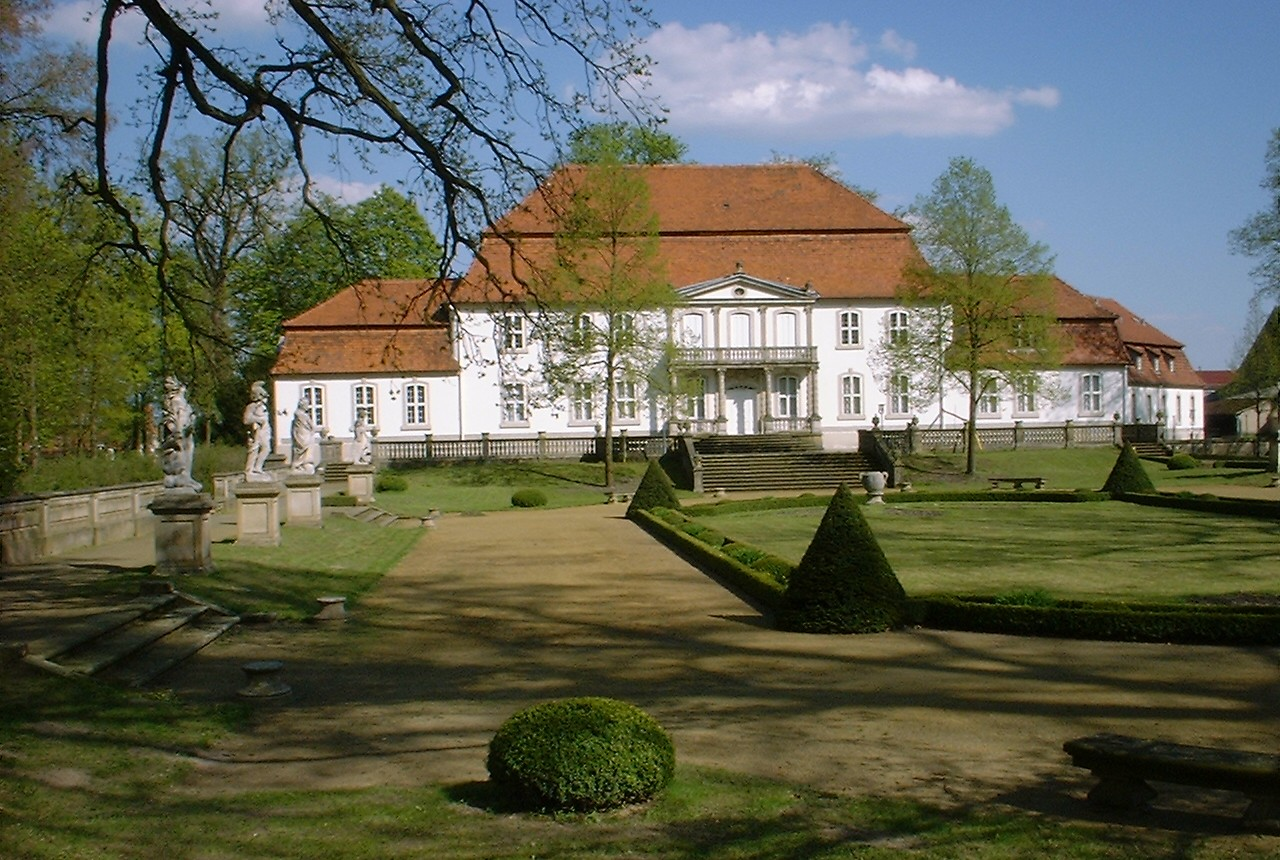
Kasteel Wiepersdorf
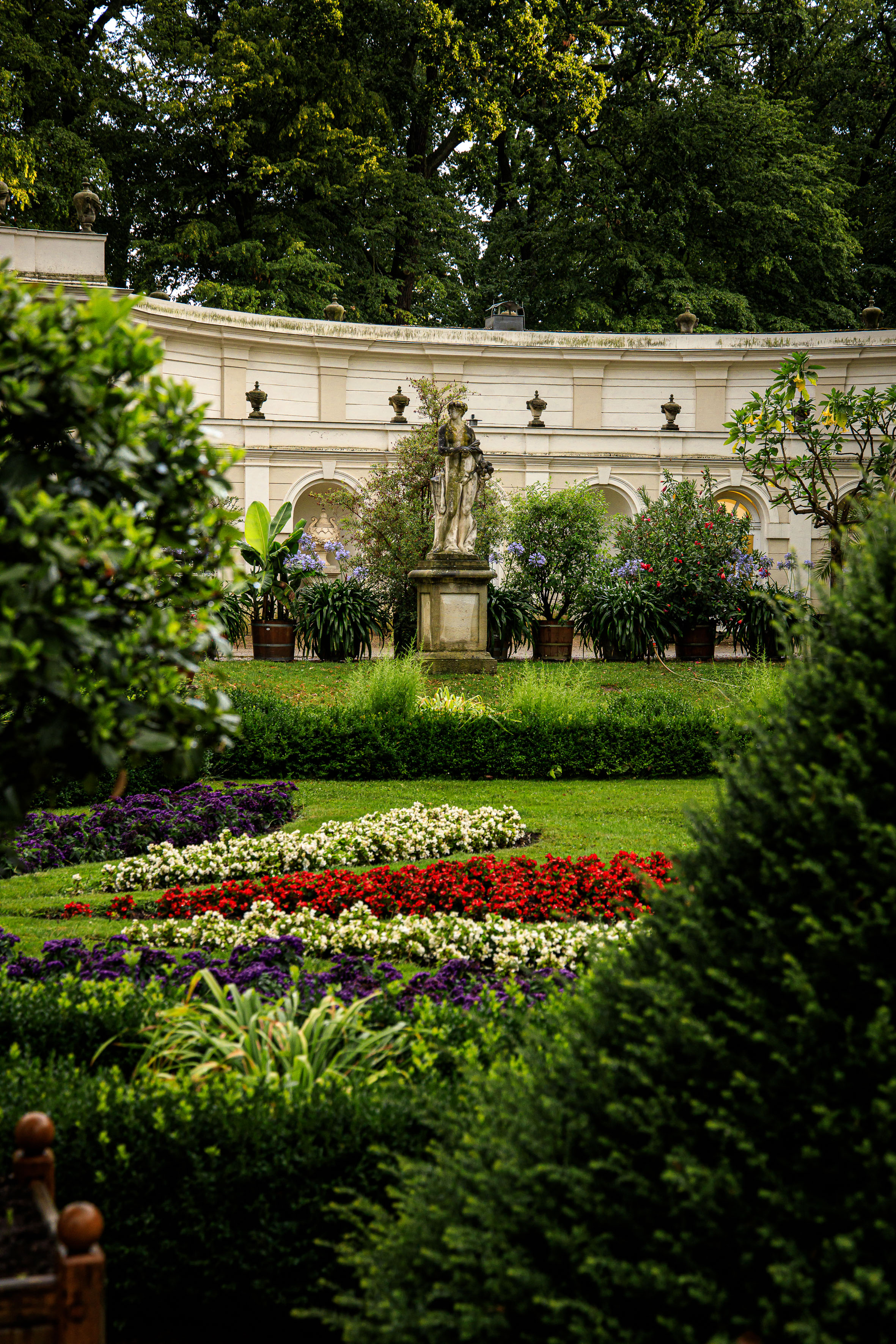
Oranjerie en park bij dit kasteel
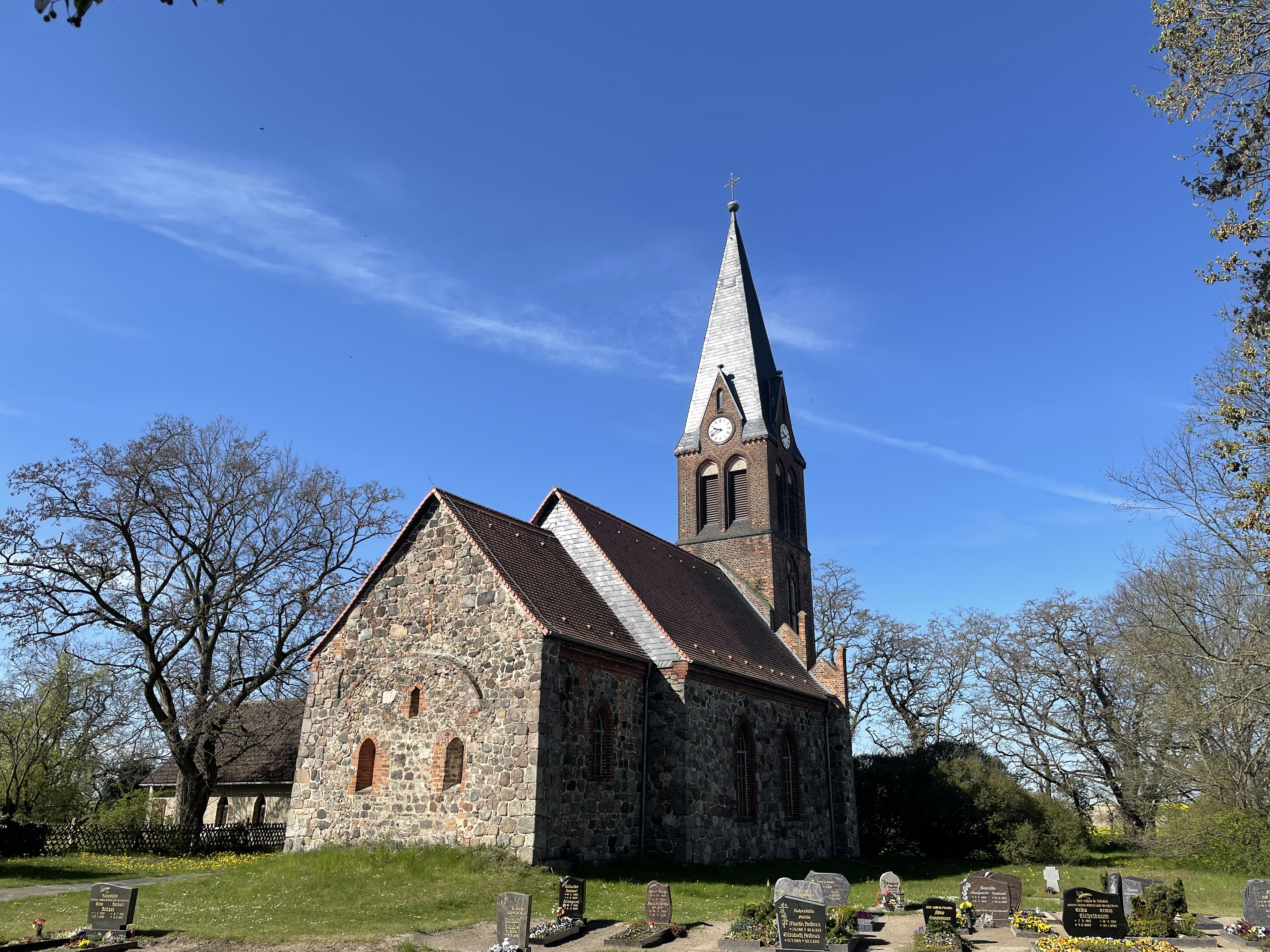
Kerkje te Borgisdorf
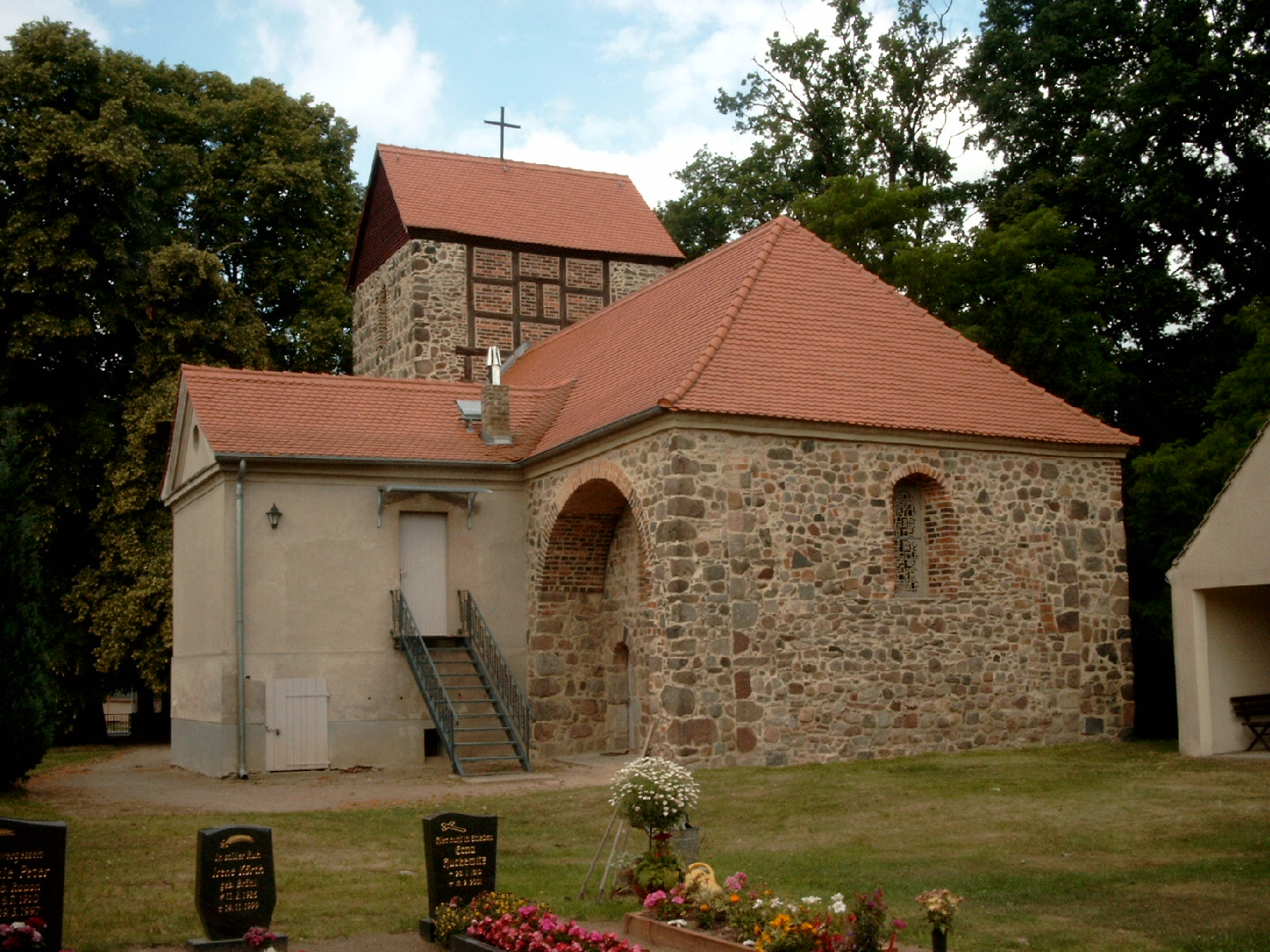
Kerkje te Gräfendorf
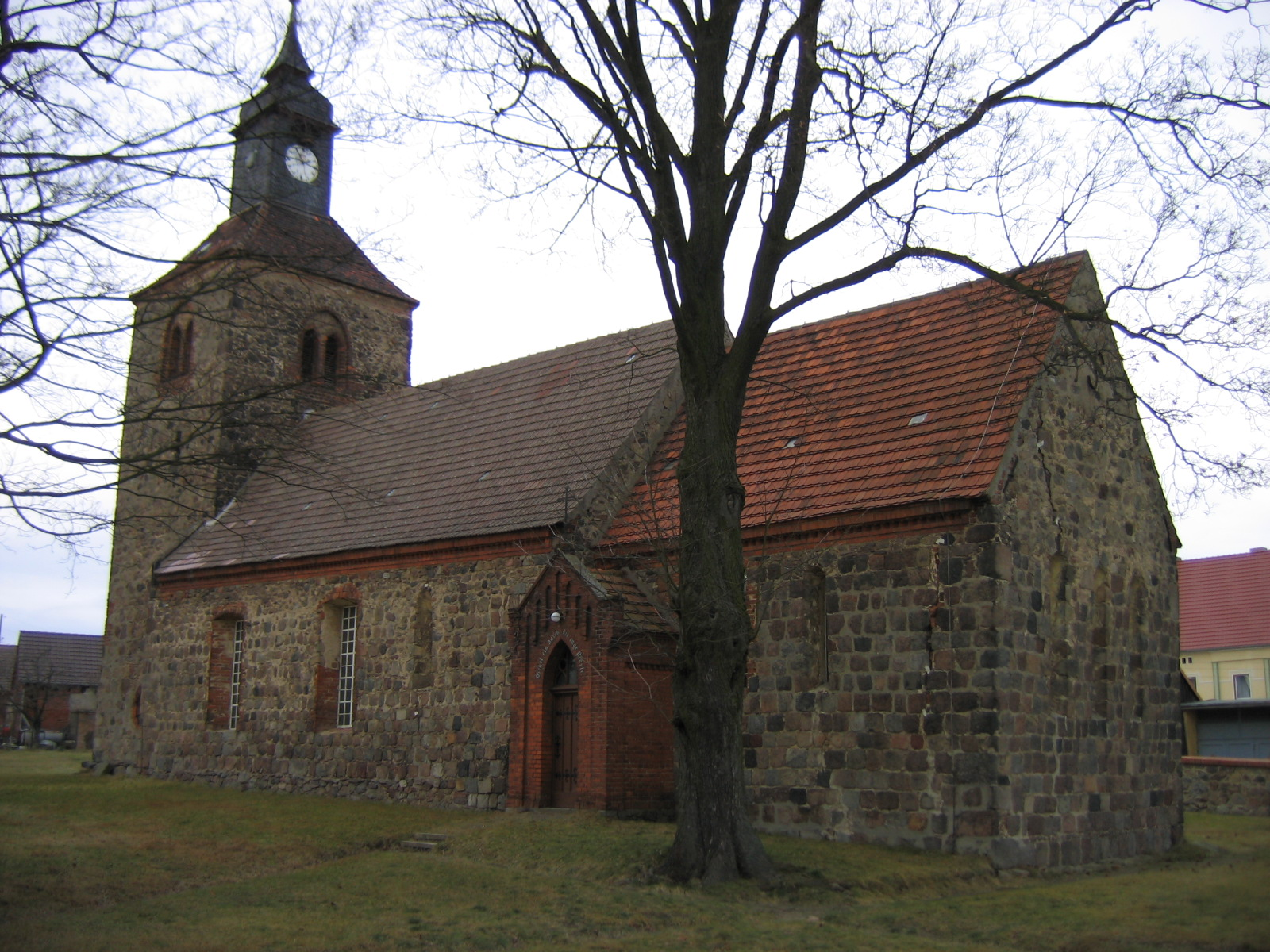
Kerkje te Schlenzer
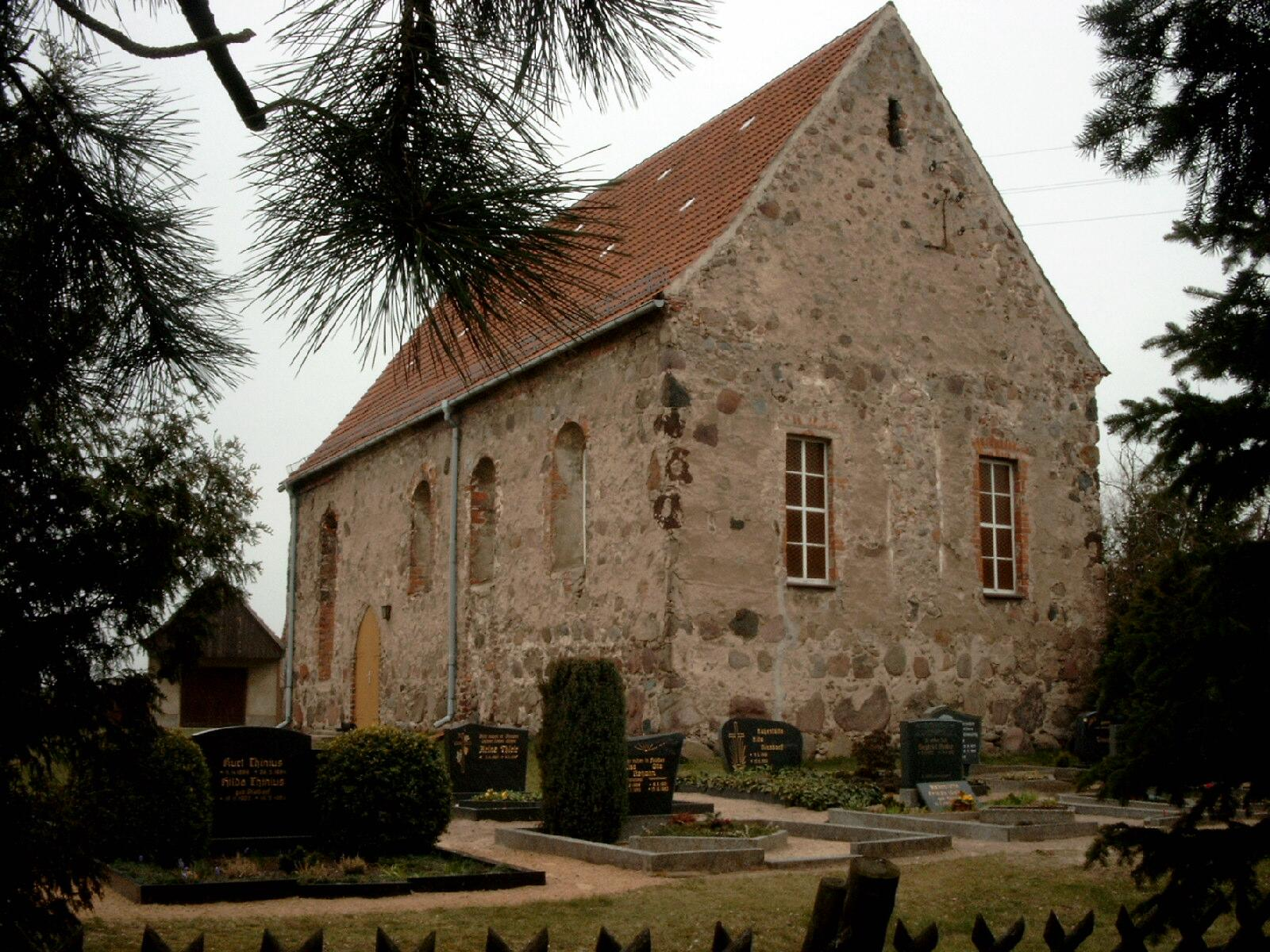
Kerkje te Waltersdorf

## Externe  links
- www.gemeinde-niederer-flaeming.de/verzeichnis/index.php?kategorie=66 Webpagina gemeente met doorklikmogelijkheid voor nadere gegevens inzake elk van de 23 Ortsteile
- https://www.schloss-wiepersdorf.de/en/home-en.html Website Cultuurstichting Schloss Wiepersdorf (de,en)